# Alarmingly Happy (album)
Alarmingly Happy er det sjette studiealbum af det danske poporkester Nice Little Penguins. Det udkom 13. august 2012 og er udgivet på Iceberg Records og på bandets eget selskab South Pole Records.
Forud for albummet udgav bandet tre singler – først The Peacock i 2010, siden Grateful og Love is a Rainbow, som udkom i 2012.

## Spor
1. "Alarmingly Happy"
2. "One Life"
3. "Love is a Rainbow"
4. "Sleepy Sunday"
5. "Grateful"
6. "Jewel"
7. "Did You Ever"
8. "I Will Follow You"
9. "The Peacock"
10. "To Be In A Coma"
11. "I Am Cupid"
12. "Bless This Land"